# Apantesis naidella
Apantesis naidella är en fjärilsart som beskrevs av Embrik Strand 1919. Apantesis naidella ingår i släktet Apantesis och familjen björnspinnare. Inga underarter finns listade i Catalogue of Life.